# 회전 나침반

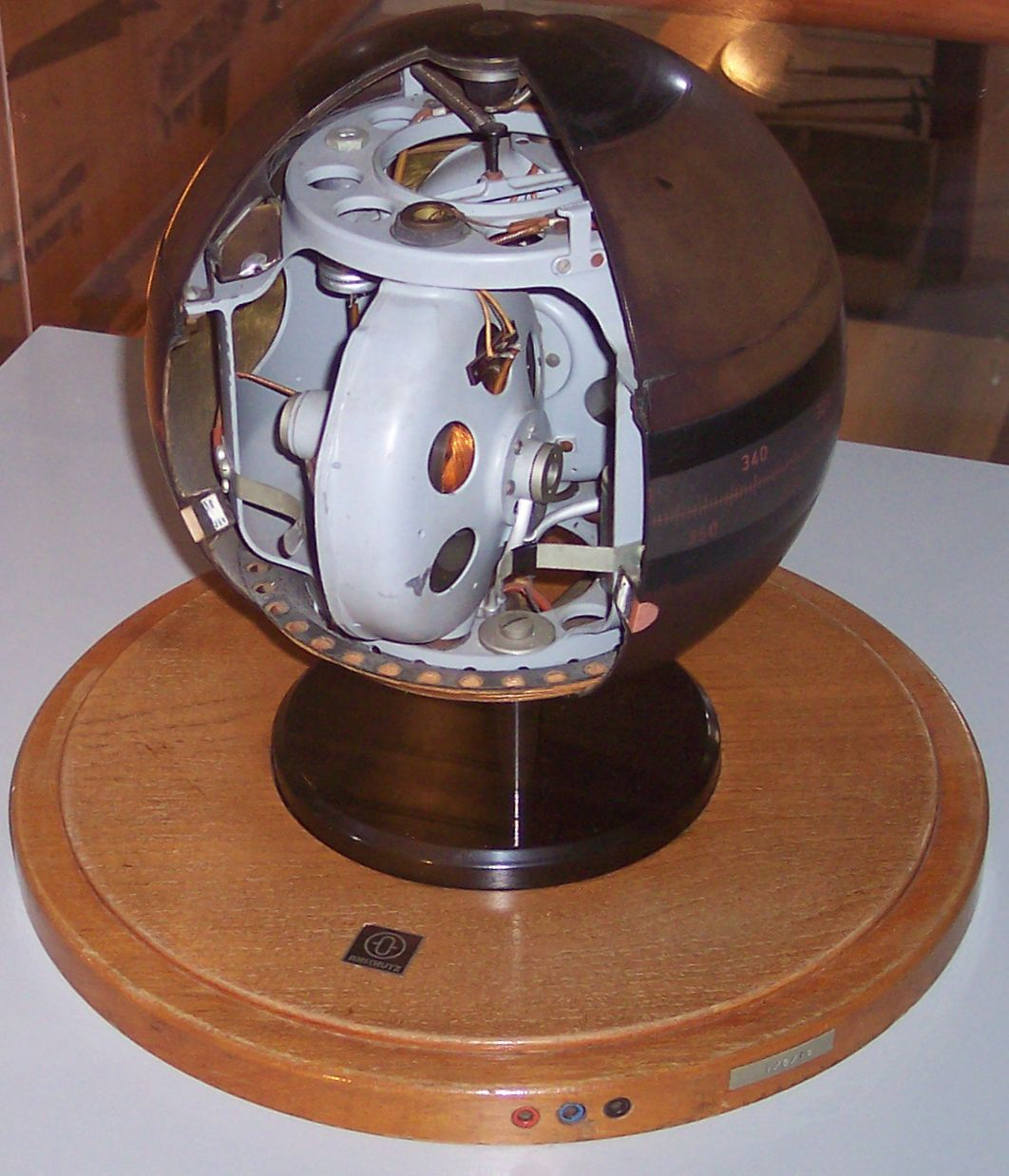

회전 나침반(回轉羅針盤) 또는 자이로컴퍼스(gyrocompass)는 자동으로 지리 방향을 찾기 위해 빠르게 회전하는 판, 그리고 지구(또는 우주의 다른 곳에서 사용되는 경우 그에 따른 행성체)의 회전에 기반을 둔 자석이 없는 나침반의 일종이다. 회전 나침반을 이용하는 일은 차량의 방향을 결정하는 7가지 근본적인 방법 가운데 하나이다.
빠른 속도의 자이로스코프가 있어 자이로스코프의 축이 지구의 자전축(진북와 진남)과 같은 방향을 가리키게 만든 장치이다. 자이로스코프 자체는 프랑스의 장 포우콜트가 1852년 고안해냈다.

## 역사
최초의 회전 나침반은 비록 실용적이지는 않았으나 1885년 Marinus Gerardus van den Bos에게 특허가 부여되었다. 유용한 회전 나침반은 1906년 독일에서 헤르만 안슈츠 카엠페(Hermann Anschütz-Kaempfe)에 의해 발명되었으며 1908년 여러 차례의 성공적인 테스트 이후 독일 해군에 의해 널리 사용되기 시작했다.
미국에서는 엘머 스패리가 동작 가능한 회전 나침반 시스템을 제작했고(1908년: 특허 #1,242,065) 스페리 자이로스코프 컴퍼니를 설립하였다. 1911년 미국 해군에 채택되었고 같은해 8월 델라웨어에서 테스트를 마쳤으며 제1차 세계 대전에서 중요한 역할을 수행했다.

## 같이 보기
- 관성항법장치
- 회전의